# ریالا
ریالا (به سوئدی: Riala) یک منطقه شهری در سوئد است که در نورتلیه واقع شده‌است.

## خصوصیات
ریالا ۰٫۵۴ کیلومترمربع مساحت و ۲۱۵ نفر جمعیت دارد.